# Charles H. Moore
Charles H. Moore (alias Chuck Moore, né le 9 septembre 1938) est l'inventeur du langage de programmation Forth.